# Katja Riipi
Katja Riipi   (Sodankylä, 26 d'octubre de 1975) és una jugadora d'hoquei sobre gel finlandesa, ja retirada, que va competir entre el 1994 i el 2011. Jugava de davantera.
El 1998 va prendre part en els Jocs Olímpics d'Hivern de Nagano, on guanyà la medalla de bronze en la competició d'hoquei sobre gel. Quatre anys més tard, als Jocs de Salt Lake City, fou quarta en la mateixa competició.
En el seu palmarès també destaquen quatre medalles de bronze al Campionat del món i una de bronze al Campionat d'Europa. Amb la selecció finlandesa jugà un total de 176 partits. A nivell de clubs va jugar a l'Oulun Kärppiä, Tampereen Ilvestä, Itä-Helsingin Kiekkoa i Hämeenlinnan Pallokerhoa. Posteriorment va jugar a Suïssa amb el Team Lugano.